# Arkanowie
Arkanowie (łac. Arcani – tajemnica) byli tajnymi agentami w służbie Cesarstwa Rzymskiego, spełniającymi zadania wywiadowcze.
O Arkanach wspomina zaledwie jedno zachowane do dziś źródło antyczne, Dzieje Rzymskie (Ammianus Marcellinus):
"Wśród tak szczególnych wydarzeń usunął ze stanowisk arkanów, grupę zawodową powołaną w dawnych latach [...] a ich zadanie polegało na tym, żeby przemierzając rozległe przestrzenie po jednej i drugiej stronie granicy, informowali naszych wodzów o ruchach sąsiadujących z nami plemion."
Ammianus Marcellinus sugeruje w swoim dziele, że więcej informacji o Arkanach opisane zostało w jednej z pozostałych ksiąg, która jednak uznawana jest za zaginioną. Ze źródeł nie wynika, czy Arkanowie byli obecni na całym terenie Cesarstwa Rzymskiego, czy też jedynie na terytorium Brytanii, gdzie dzieje się akcja opisanego fragmentu utworu. 
Informacja o Arkanach pojawia się również na Tabliczkach z Vindolandy, znalezionych w pobliżu dawnego rzymskiego fortu Vindolanda (na granicy dawnej prowincji Britannia Maior). Zapis na tabliczkach jest jednak na tyle niejednoznaczny, że nie można z całą pewnością stwierdzić, iż chodzi tu o to samo, co ma na myśli Ammianus.